# Petr Fidrich
Petr Fidrich (* 21. srpna 1964 Karviná) je český akademický sochař a malíř.

## Život a kariéra
Jeho umělecká kariéra začala v ateliéru rodičů již v raném dětství, tj. průběžně od narození. Po základní škole bylo rozhodnuto – talentové zkoušky na Střední uměleckou školu v Uherském Hradišti na obor kamenosochařský. Studium bylo dokončeno v roce 1983. Následovala dvouletá spolupráce se svým otcem, akademickým sochařem Oldřichem Fidrichem, na jeho sochách v kameni (žula, mramor, pískovec). Po absolvování dvou let vojenské základní služby následoval jeden rok restaurování kamenných prvků na Týnském chrámu v Praze. V roce 1987 zahájil studium na Akademii výtvarných umění v Praze. Do roku 1989 studoval u profesora Stanislava Hanzlíka a po revoluci studoval u profesora Karla Malicha do roku 1991. V letech 1988–1992 byl aktivním členem výtvarné skupiny Svárov spolu se sochaři Janem Vágnerem, Michalem Bouzkem a malíři Milanem Peričem, Šárkou Trčkovou a Vladimírem Kavkou. Do roku 1993 probíhala volná tvorba v Praze a poté se přesunul do jižních Čech do Českého Krumlova, kde probíhala realizace soch a obrazů v „Pohádkovém domě“. Od roku 2011 tvoří ve svém ateliéru v Boršově nad Vltavou u Českých Budějovic.

## Umělecký styl
Posledních patnáct let je to tvorba takzvaných sochařských koláží z různých materiálů – kámen, keramika, beton, sklo, dřevo, kov, plasty, barvy. Základní téma je člověk a kolem něj se vše točí. Například: člověk a vesmír, člověk a víra, člověk a živly, dobro a zlo, život a smrt, pravda a lež atd.
Též realizuje praktické nábytkové předměty jako např. stoly, židle, šachové stoly, lavice, kašny a různé jiné doplňky z kamene i jiných materiálů. Hlavní část jeho zájmu se nese ve volné tvorbě, soch, objektů a obrazů.

## Výstavy a instalace
Převážná část tvorby se nachází v soukromém vlastnictví a část v soukromých sbírkách a v galeriích (např. Galerie Würth).

## Instalace
Český Krumlov: Zvonice pro Centrum pro pomoc dětem a mládeži
Divadlo v Českém Krumlově: závěsná plastika „Cesta ke světlu“
České Budějovice: instalace tří objektů Hudba, Signál a Převozník v Piano Business centru
Boršov nad Vltavou: Svatý Leopold, Svatý Petr a Pavel, Pomník americkým letcům s názvem „Chlapec s motýlem“

## Výstavy
Petr Fidrich má za sebou množství samostatných i společných výstav v ČR i zahraničí:
- 2023: Kostelec nad Černými lesy Galerie Svatoš
- 2022: Kulturní centrum Řehlovice - Sochařské sympozium
- 2021: Velké Popovice Instalace v prostoru s názvém Systém selhal a Čapí kříž
- 2020: Kulturní centrum Řehlovice - Sochařské sympozium
- 2019: výstava Temelín Instalace v jádru
- 2018: „Procházka časem“ – Galerie Chaberský dvůr, Praha
- 2018: „Umění ve městě“ – České Budějovice
- 2017: Sochařské sympozium „Rehabilitační nemocnice Beroun“ – Charon
- 2016: Sochařské sympozium „Vize 16“ – Praha, Modřany
- 2016: „AJG“ – Bechyně
- 2015: „Umění ve městě“ – České Budějovice
- 2014: „Vltavotýnské dvorky“
- 2013: „Balerie Würth“ – Mladá Boleslav
- 2012: „Městská galerie“ – Steyr, Rakousko
- 2012: „Galerie Chaberský dvůr“ – Praha
- 2010: „Ledové království“ – Rožnov pod Radhoštěm, Pustevny
- 2009: „Výtvarné dvorky“ – Cheb
- 2008: „Středočeská galerie“ – Praha, Roztoky
- 2006: „AJG Wartnerův dům“ – České Budějovice
- 2006: „Portréty s R.F.Dragounem“ – Týn nad Vltavou
- 2004: „Senát Parlamentu ČR“ – Praha
- 2003: Instalace „Charon“ – Grsschönou, Rakousko
- 2002: „Slavnosti volné tvorby“ – Český Krumlov
- 2001: „Městská galerie“ – Šumperk
- 1999: „Keramická plastika“ – Bechyně
- 1999: „Výstavní síň Víléma Vünche“ – Havířov
- 1998: „Galerie U kamenné žáby“ – České Budějovice
- 1998: „Galerie Vincenta Kramáře“ – Praha
- 1998: „Galerie Mecenáš“ – Plzeň
- 1997: „Městské divadlo“ – Český Krumlov

## Galerie

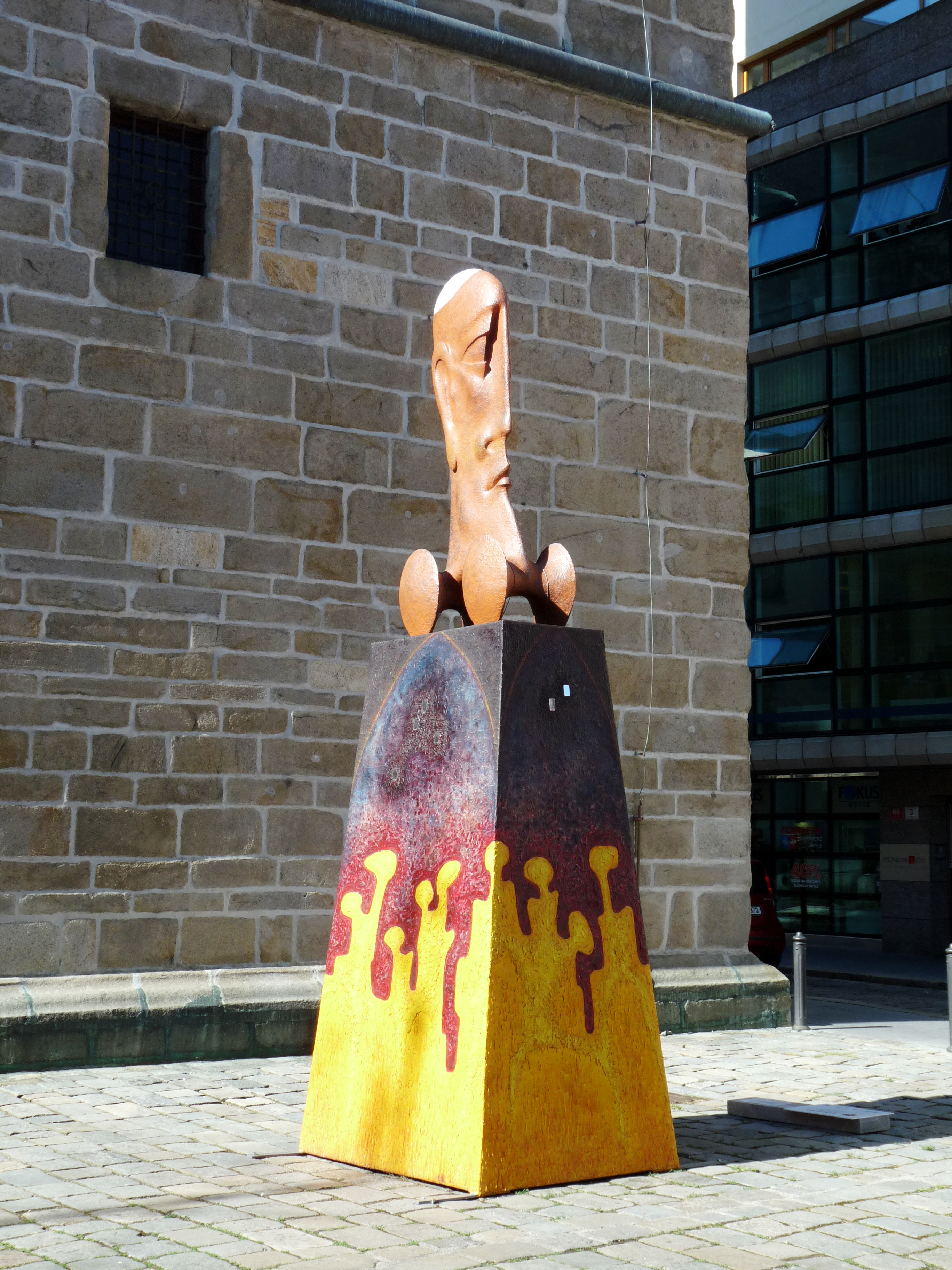
Papamobil, 2015
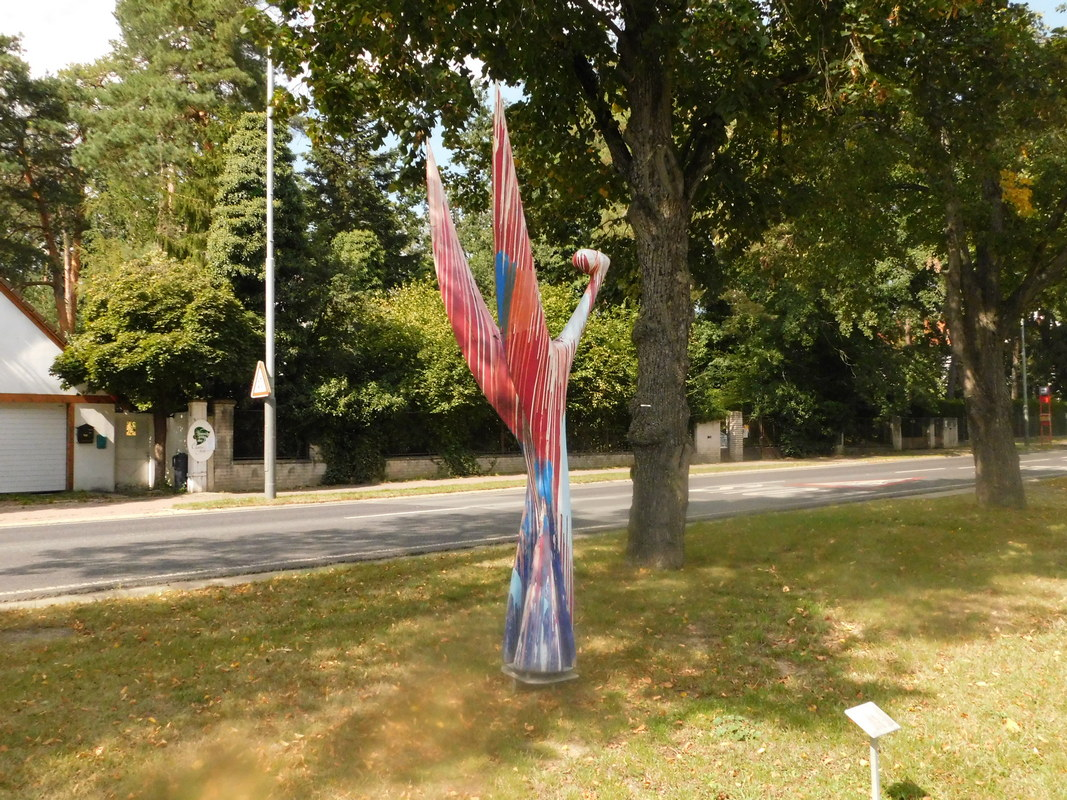
Vznášející se anděl v Klánovicích
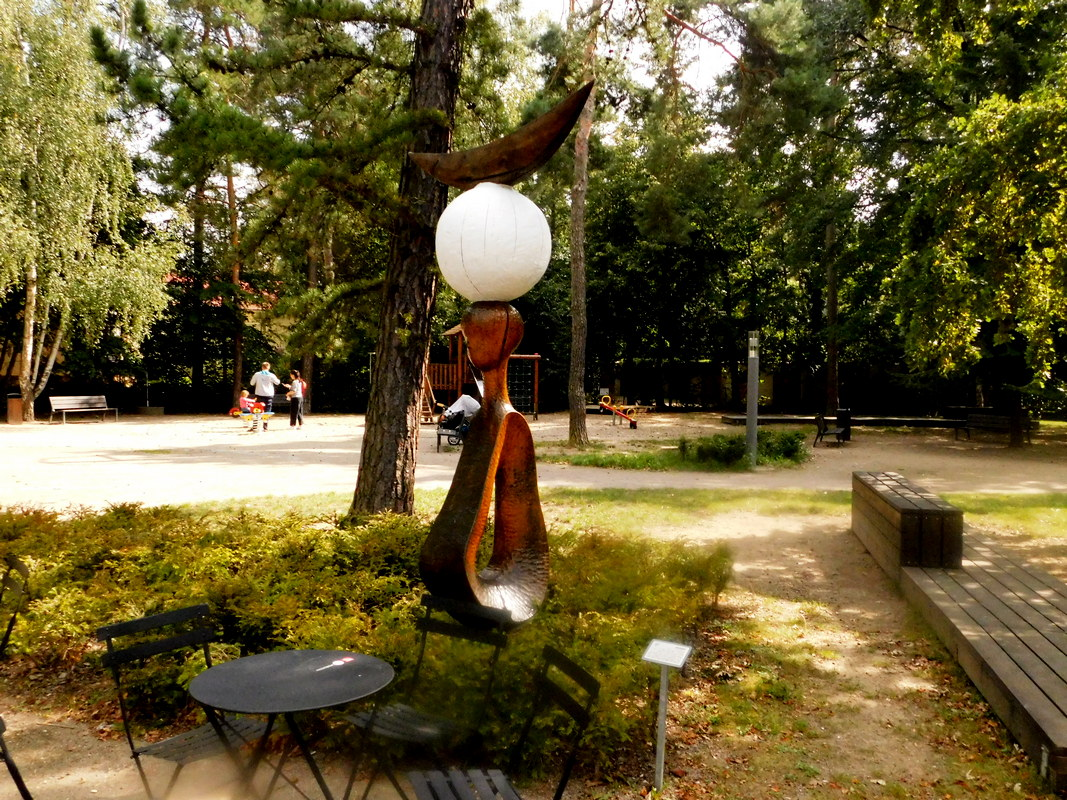
Plastika Měsíc, slunce, dítě, země v Klánovicích
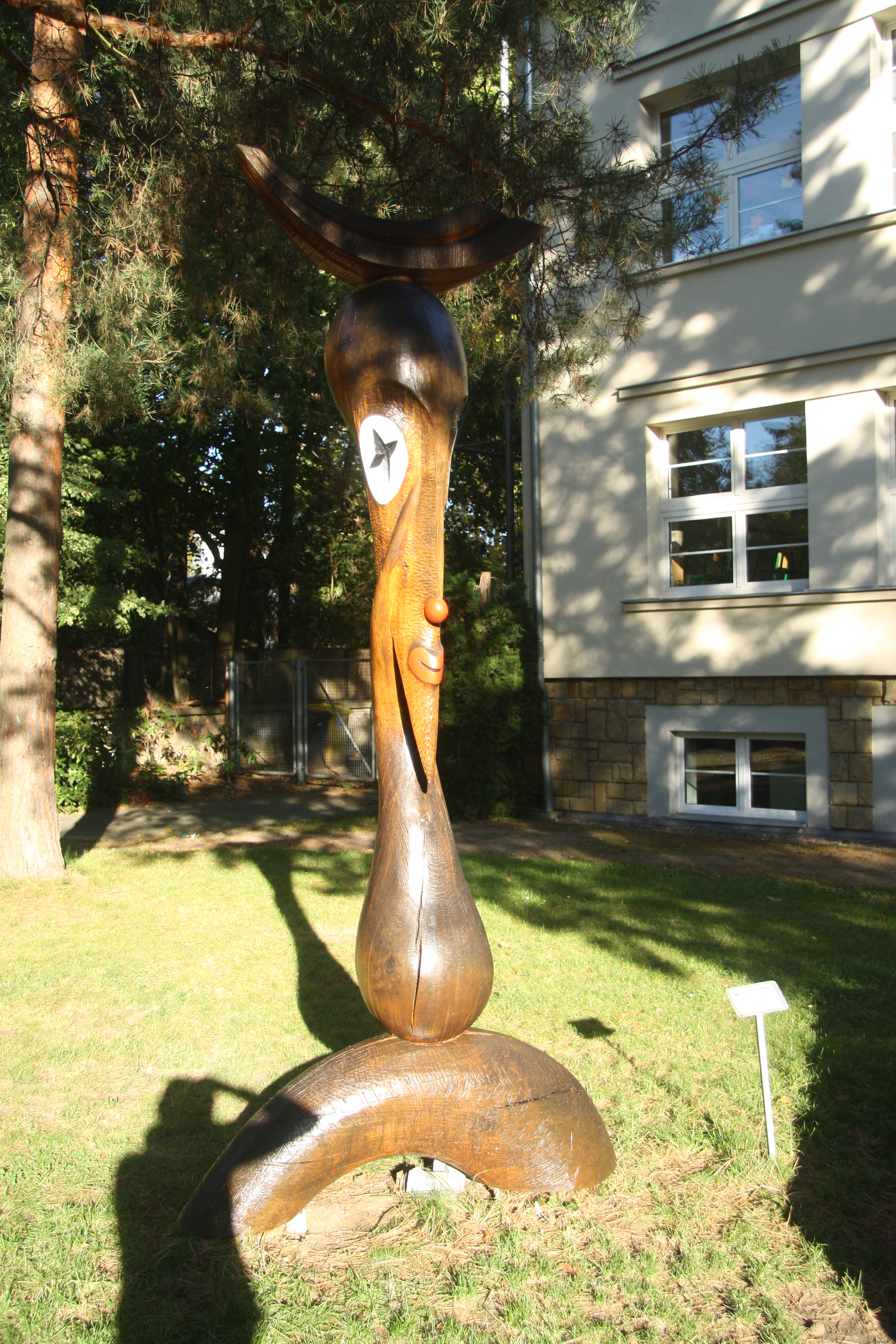
Klaunova slza, Sochání pro Hedviku, Klánovice